# Zamtang
Zamtang, också känt som Dzamthang eller Rangtang, är ett härad i Ngawa, en autonom prefektur för tibetaner och qiang-folket i Sichuan-provinsen i sydvästra Kina. Det ligger omkring 330 kilometer nordväst om provinshuvudstaden Chengdu. 